# Words
Words är en låt som skrevs av Barry Gibb, Robin Gibb och Maurice Gibb, och spelades in av Bee Gees, och gavs ut under tidigt 1968.
Låten har spelats in av många andra artister. Bland dem Rita Coolidge 1978 och Boyzone 1996 på albumet A Different Beat. Boyzones version, som var gruppens femte singel, blev deras första singeletta i Storbritannien.

## Coverversioner
Lill Lindfors gjorde en cover på låten 1968, på svenska som "Nu" som B-sida till singeln "Jag är från topp till tå".
Countrysångaren Susie Allanson tolkade låten 1978, och topplaceringen #8 på countrylistorna.
Elvis Presley sjöng låten live under sent 1960-tal och tidigt 1970-tal under konserterna, och den versionen förlades även till hans livealbum Elvis in Person at the International Hotel 1970.
Rita Coolidges version nådde Top 40 i Storbritannien med placeringen #25 1978.
Roy Orbison sjöng in låten 1973 på albumet Milestones.
Jessica Mauboy sjöng låten i Australian Idol under säsong 4 vid temakvällen "Final 5 ARIA Hall of Fame ".

## Boyzones version
Boyzones version toppade den brittiska singellistan 1996.

### Låtlista
CD 1
1. Words (Radio Edit) - 3:55
2. The Price Of Love - 3:11
3. Words (Alternative Mix) - 3:53

CD 2 (Limited Edition Digipak)
1. Words (Radio Edit) - 3:55
2. The Price Of Love - 3:11
3. What Can You Do For Me - 2:59
4. Words (Alternative Mix) - 3:53

## Listplaceringar

### Bee Gees
| Lista (1968)   | Topplacering |
| -------------- | ------------ |
| Nederländerna  | 1            |
| Norge          | 7            |
| Schweiz        | 1            |
| Storbritannien | 8            |
| Österrike      | 4            |

### Boyzone
| Lista (1996-1997)   | Topplacering |
| ------------------- | ------------ |
| Belgien (Flandern)  | 3            |
| Belgien (Vallonien) | 16           |
| Frankrike           | 31           |
| Nederländerna       | 15           |
| Norge               | 14           |
| Schweiz             | 2            |
| Storbritannien      | 1            |
| Sverige             | 4            |
| Österrike           | 2            |

### Fotnoter
1. ↑  ”Jag är från topp till tå”. Svensk mediedatabas. 30 mars 1968. http://smdb.kb.se/catalog/id/001557263. Läst 23 maj 2011.
2. 1 2 3  ”Listplacering”. http://hitparade.ch/showitem.asp?interpret=Bee+Gees&titel=Words&cat=s. Läst 23 maj 2011.
3. ↑  ”Listplacering”. http://norwegiancharts.com/showitem.asp?interpret=Bee+Gees&titel=Words&cat=s. Läst 23 maj 2011.
4. ↑  ”Listplacering”. Arkiverad från originalet den 25 maj 2012. https://archive.is/20120525152155/http://www.chartstats.com/release.php?release=4621. Läst 29 maj 2011.
5. ↑  ”Listplacering”. http://www.ultratop.be/nl/showitem.asp?interpret=Boyzone&titel=Words&cat=s. Läst 23 maj 2011.
6. ↑  ”Listplacering”. http://www.ultratop.be/fr/showitem.asp?interpret=Boyzone&titel=Words&cat=s. Läst 23 maj 2011.
7. ↑  ”Listplacering”. http://lescharts.com/showitem.asp?interpret=Boyzone&titel=Words&cat=s. Läst 23 maj 2011.
8. ↑  ”Listplacering”. http://dutchcharts.nl/showitem.asp?interpret=Boyzone&titel=Words&cat=s. Läst 23 maj 2011.
9. ↑  ”Listplacering”. http://norwegiancharts.com/showitem.asp?interpret=Boyzone&titel=Words&cat=s. Läst 23 maj 2011.
10. ↑  ”Listplacering”. http://hitparade.ch/showitem.asp?interpret=Boyzone&titel=Words&cat=s. Läst 23 maj 2011.
11. ↑  ”Listplacering”. Arkiverad från originalet den 25 maj 2012. https://archive.is/20120525152204/http://www.chartstats.com/release.php?release=24351. Läst 23 maj 2011.
12. ↑  ”Listplacering”. http://swedishcharts.com/showitem.asp?interpret=Boyzone&titel=Words&cat=s. Läst 23 maj 2011.
13. ↑  ”Listplacering”. http://austriancharts.at/showitem.asp?interpret=Boyzone&titel=Words&cat=s. Läst 23 maj 2011.